# Torres d'Ogern
Les torres d'Ogern, o torres antigues, són dues torres singulars del poble d'Ogern al del municipi de Bassella (Alt Urgell): torre de Ca l'Isidro i torre de Cal Ganyet. Provenen de l'antiga fortificació i foren rehabilitades com a habitatge i torre de defensa. Estan declarades com a bé cultural d'interès nacional.
Són torres rectangulars amb matacans, dels segles XV-XVI, integrades en el nucli urbà.

## Història
El 1094, el "kastrum de Ugerno" era atorgat, en testament, per Ermessendis, vídua de Miró Sunyer d'Abella (el senyor del castell d'Abella de la Conca) i mare del vescomte Ramon Miró, al fill Gerbert Miró. Com que el testament fou jurat sobre l'altar de Sant Salvador d'Ogern, sembla que el castell d'Ogern era el lloc residencial de la família. L'església parroquial és dedicada a Sant Serni (o Sadurní). Consta que l'any 1259 el rei Jaume el Conqueridor sojornà uns dies a Ogern, quan tenia greus disputes amb el comte Àlvar d'Urgell. Joan de Josa i de Cardona, fill de Guillem de Josa i d'Helena de Cardona, el 1559 s'intitulava senyor d'Ogern, així com de Madrona, Altés, Ceuró, Castellar i Pinós i de la Salsa. A l'època d'extinció dels senyorius, Ogern pertanyia, el 1831, a la família Teixidor.